# ديدييه ديلغادو
ديدييه ديلغادو (بالإسبانية: Didier Delgado)‏ هو لاعب كرة قدم كولومبي في مركز الوسط، ولد في 25 يوليو 1992 في Istmina ‏ في كولومبيا. لعب مع ديبورتيفو كالي.

## وصلات خارجية
- ديدييه ديلغادو على موقع قاعدة بيانات كرة القدم.إي يو (الإنجليزية)
- ديدييه ديلغادو على موقع Soccerway.com (الإنجليزية)
- ديدييه ديلغادو على موقع AS.com (الإسبانية)